# كارسيدان (دهشال)
کارسیدان (بالفارسية: کارسیدان) هي قرية تقع في إيران في قسم دهشال الريفي. يقدر عدد سكانها بـ 742 نسمة بحسب إحصاء 2016.